# Trefusia curvispiculosa
Trefusia curvispiculosa is een rondwormensoort uit de familie van de Trefusiidae. De wetenschappelijke naam van de soort is voor het eerst geldig gepubliceerd in 1989 door Vincx.